# Artigo N.º 370 da Constituição da Índia
O Artigo N.º 370 da Constituição da Índia deu um estatuto especial a Jamu e Caxemira — um estado da Índia, localizado na parte norte do subcontinente indiano, e uma parte da região maior da Caxemira, que é objeto de disputa entre a Índia, o Paquistão e a China desde 1947 — conferindo-lhe o poder de ter uma constituição separada, uma bandeira de estado e autonomia sobre a administração interna do estado. O governo da Índia revogou esse estatuto especial em agosto de 2019 por meio de uma ordem presidencial e da aprovação de uma resolução no Parlamento.
O artigo foi redigido na Parte XXI da Constituição : Disposições Temporárias, Transitórias e Especiais. A Assembleia Constituinte de Jamu e Caxemira, após a sua criação, teve o poder de recomendar os artigos da constituição indiana que deveriam ser aplicados ao Estado ou de revogar completamente o Artigo N.º 370. Após consulta à Assembleia Constituinte do estado, foi emitida a Ordem Presidencial de 1954, especificando os artigos da constituição indiana que se aplicavam ao estado. Como a Assembleia Constituinte se dissolveu sem recomendar a revogação do Artigo N.º 370, considerou-se que o artigo se tornou uma característica permanente da Constituição Indiana.
Este artigo, juntamente com o Artigo N.º 35A, definiu que os residentes do estado de Jammu e Caxemira vivem sob um conjunto separado de leis, incluindo aquelas relacionadas à cidadania, possessão de propriedade e direitos fundamentais, em comparação com residentes de outros estados indianos. Como resultado desta disposição, cidadãos indianos de outros estados não podiam comprar terras ou propriedades em Jammu e Caxemira.
No dia 5 de agosto de 2019, o presidente Ram Nath Kovind emitiu uma ordem constitucional substituindo a ordem de 1954 e tornando todas as disposições da constituição indiana aplicáveis a Jamu e Caxemira. Após as resoluções aprovadas em ambas as casas do parlamento, ele emitiu uma ordem adicional em 6 de agosto, declarando todas as cláusulas do artigo N.º 370, excepto a cláusula 1, como inoperantes.
Além disso, a Lei de Reorganização de Jammu e Caxemira foi aprovada pelo parlamento, promulgando a divisão do estado de Jamu e Caxemira em dois territórios da união: Jamu e Caxemira e Ladaque. A reorganização foi concretizada em 31 de outubro de 2019.Projeto de Lei de Reorganização de Jammu e Caxemira, 2019